# Roberto Azevêdo
Roberto Carvalho de Azevedo (Salvador de Bahía, Brasil; 3 de octubre de 1957) es un político, diplomático e ingeniero brasileño. De 2013 a 2020 asumió la Dirección General de la Organización Mundial de Comercio dimitiendo por sorpresa en mayo de 2020 a pesar de que su mandato expiraba en 2021.
Comenzó en el año 1984 siendo parte de las Misiones diplomáticas de Brasil y en el gobierno central del país. En 2008 se incorporó a la Organización Mundial del Comercio, como representante de Brasil y tuvo un papel clave en la negociación de la Ronda de Doha.

## Biografía
Nacido en la ciudad brasileña de Salvador de Bahía en 1957. Roberto Azevedo, realizó sus estudios universitarios graduándose en ingeniería eléctrica por la Universidad de Brasilia y en relaciones internacionales por el Instituto Rio Branco de Brasilia.
También estudió idiomas, de la cual se ha convertido en un políglota, tras saber hablar fluidamente portugués (su idioma natal), inglés, francés y castellano.
Años más tarde, en 1984, entró a formar parte del Servicio Diplomático Brasileño. En el año 1988 se trasladó a Estados Unidos, donde estuvo trabajando para la embajada de Brasil en la ciudad de Washington D. C., en 1992 en Montevideo (Uruguay) hasta 1995 que regresó a Brasil y se convirtió en el Jefe Adjunto del Estado Mayor para los Asuntos Económicos del Ministerio de Relaciones Exteriores, en 1997 se trasladó a Suiza como miembro del cuerpo diplomático en la embajada en Ginebra hasta que volvió a regresar a su país natal y siguió trabajando para el gobierno de Brasil siendo desde el 2001 Jefe de la Unidad de Solución de Diferencias, en 2005 fue director del Departamento de Asuntos Económicos y desde 2006 hasta 2008 viceministro de Economía y Tecnología.
En este último año 2008, volvió a Suiza para representar a Brasil en la Organización Mundial del Comercio (OMC) situada en la ciudad de Ginebra y también en diferentes organizaciones económicas internacionales. Allí en el año 2009 Azevedo fue una principal pieza clave en la negociación de la Ronda de Doha, debido a las disputas comerciales sobre el algodón entre Brasil y los Estados Unidos.

### Director general de la OMC
Tras la elección para la dirección de la Organización Mundial del Comercio en el 2013, Roberto Azevedo, se presentó como candidato, siendo considerado como (el candidato de la información privilegiada, preferido por los países en desarrollo), también había nueve candidatos más cuyo máximo oponente era el político mexicano Herminio Blanco (considerado como el candidato preferido por la naciones más ricas), pero finalmente el gobierno brasileño anuncio oficialmente por adelantado el 8 de mayo que Azevedo había ganado la elección por un amplio margen, convirtiéndose en el nuevo director general de la Organización Mundial de Comercio donde sucedió a Pascal Lamy a partir del día 1 de septiembre de 2013.
Tras ser reelegido y el fin de su mandato previsto a finales de 2021, anunció su dimisión por sorpresa en mayo de 2020 supuestamente tras un duro enfrentamiento con el presidente Trump. El 15 de febrero de 2021 los 156 miembros del organismo ratificaron el nombramiento de la nigeriana Ngozi Okonjo-Iweala convirtiéndose en la primera mujer y la primera persona africana en asumir el puesto. El nombramiento se produjo tras el desbloqueo con la llegada a la presidencia de EE. UU. de Joe Biden.

## Privacidad
Roberto Azevedo, está casado con la diplomática brasileña Maria Nazareth Farani Azevedo con la que tiene dos hijas y que actualmente es embajadora y Jefa de las misiones diplomáticas permanentes ante la oficina de la Organización de las Naciones Unidas en Ginebra.